# 1413
Il 1413 (MCDXIII in numeri romani) è un anno  del XV secolo.

## Eventi
- Roma viene occupata da Ladislao, re di Napoli.
- A Parigi scoppia una guerra civile plebea e contadina.

## Nati
- 21 febbraio - Ludovico di Savoia, duca († 1465)
- 25 marzo - Pier Maria II de' Rossi, condottiero italiano († 1482)
- 11 agosto - Alfonso Carrillo de Acuña, arcivescovo cattolico e politico spagnolo († 1482)
- 24 agosto - Borso d'Este, duca († 1471)
- 8 settembre - Caterina da Bologna, religiosa italiana († 1463)
- 9 ottobre - Tebaldo Ordelaffi, nobile italiano († 1425)
- 19 novembre - Federico II di Brandeburgo, principe († 1471)
- Marliano Baccarini, vescovo cattolico italiano († 1463)
- Vakhtang IV di Georgia, re († 1446)
- Marco Barbarigo, doge († 1486)
- Giosafat Barbaro, diplomatico, esploratore e politico italiano († 1494)
- Annibale I Bentivoglio, nobile († 1445)
- Philippe de Culant, militare francese († 1454)
- Khushqadam, sultano egiziano († 1467)
- Francesco Patrizi, scrittore, politico e vescovo cattolico italiano († 1494)
- Prisciano Prisciani, funzionario italiano († 1473)
- Ulrico V di Württemberg, conte († 1480)
- Venceslao I di Teschen, duca († 1474)
- Hélie de Bourdeilles, cardinale francese († 1484)
- Giovanna di Baviera-Landshut, duchessa († 1444)

## Morti
- 7 gennaio - Estorre Visconti, italiano (n. 1346)
- 25 gennaio - Maud de Ufford, nobildonna inglese (n. 1345)
- 14 febbraio - Konrad von Vietinghoff
- 20 marzo - Enrico IV d'Inghilterra, re (n. 1367)
- 15 giugno - Giovanni Capogallo, vescovo cattolico italiano
- 5 luglio - Musa Çelebi, principe ottomano
- 13 settembre - Ludovico Bonito, cardinale e arcivescovo cattolico italiano (n. 1350)
- 26 settembre - Stefano III di Baviera-Ingolstadt, duca (n. 1337)
- 26 dicembre - Michele Steno, politico e diplomatico italiano
- André Drouet de Dammartin, architetto e scultore francese
- Domenico Bandini, notaio e letterato italiano (n. 1335)
- Giovanna di Navarra, nobildonna (n. 1384)
- Bernat Metge, scrittore spagnolo
- Nasir al-Din Mahmud Shah Tughlaq, sultano
- Parameswara, sovrano malese (n. 1344)
- Jacopino Rangoni, condottiero e politico italiano
- Raimondo di Turenna, nobile e militare francese (n. 1352)
- Bartolomeo Serafini, religioso italiano
- Taceddin Ahmedi, poeta ottomano (n. 1334)

## Calendario
| Calendario 1413 | Calendario 1413 | Calendario 1413 | Calendario 1413 | Calendario 1413 | Calendario 1413 | Calendario 1413 | Calendario 1413 | Calendario 1413 | Calendario 1413 | Calendario 1413 | Calendario 1413 | Calendario 1413 | Calendario 1413 | Calendario 1413 | Calendario 1413 | Calendario 1413 | Calendario 1413 | Calendario 1413 | Calendario 1413 | Calendario 1413 | Calendario 1413 | Calendario 1413 | Calendario 1413 | Calendario 1413 | Calendario 1413 | Calendario 1413 | Calendario 1413 | Calendario 1413 | Calendario 1413 | Calendario 1413 | Calendario 1413 | Calendario 1413 |
| --------------- | --------------- | --------------- | --------------- | --------------- | --------------- | --------------- | --------------- | --------------- | --------------- | --------------- | --------------- | --------------- | --------------- | --------------- | --------------- | --------------- | --------------- | --------------- | --------------- | --------------- | --------------- | --------------- | --------------- | --------------- | --------------- | --------------- | --------------- | --------------- | --------------- | --------------- | --------------- | --------------- |
|                 | 1               | 2               | 3               | 4               | 5               | 6               | 7               | 8               | 9               | 10              | 11              | 12              | 13              | 14              | 15              | 16              | 17              | 18              | 19              | 20              | 21              | 22              | 23              | 24              | 25              | 26              | 27              | 28              | 29              | 30              | 31              |                 |
| Gennaio         | Do              | Lu              | Ma              | Me              | Gi              | Ve              | Sa              | Do              | Lu              | Ma              | Me              | Gi              | Ve              | Sa              | Do              | Lu              | Ma              | Me              | Gi              | Ve              | Sa              | Do              | Lu              | Ma              | Me              | Gi              | Ve              | Sa              | Do              | Lu              | Ma              |                 |
| Febbraio        | Me              | Gi              | Ve              | Sa              | Do              | Lu              | Ma              | Me              | Gi              | Ve              | Sa              | Do              | Lu              | Ma              | Me              | Gi              | Ve              | Sa              | Do              | Lu              | Ma              | Me              | Gi              | Ve              | Sa              | Do              | Lu              | Ma              |                 |                 |                 |                 |
| Marzo           | Me              | Gi              | Ve              | Sa              | Do              | Lu              | Ma              | Me              | Gi              | Ve              | Sa              | Do              | Lu              | Ma              | Me              | Gi              | Ve              | Sa              | Do              | Lu              | Ma              | Me              | Gi              | Ve              | Sa              | Do              | Lu              | Ma              | Me              | Gi              | Ve              |                 |
| Aprile          | Sa              | Do              | Lu              | Ma              | Me              | Gi              | Ve              | Sa              | Do              | Lu              | Ma              | Me              | Gi              | Ve              | Sa              | Do              | Lu              | Ma              | Me              | Gi              | Ve              | Sa              | Do              | Lu              | Ma              | Me              | Gi              | Ve              | Sa              | Do              |                 |                 |
| Maggio          | Lu              | Ma              | Me              | Gi              | Ve              | Sa              | Do              | Lu              | Ma              | Me              | Gi              | Ve              | Sa              | Do              | Lu              | Ma              | Me              | Gi              | Ve              | Sa              | Do              | Lu              | Ma              | Me              | Gi              | Ve              | Sa              | Do              | Lu              | Ma              | Me              |                 |
| Giugno          | Gi              | Ve              | Sa              | Do              | Lu              | Ma              | Me              | Gi              | Ve              | Sa              | Do              | Lu              | Ma              | Me              | Gi              | Ve              | Sa              | Do              | Lu              | Ma              | Me              | Gi              | Ve              | Sa              | Do              | Lu              | Ma              | Me              | Gi              | Ve              |                 |                 |
| Luglio          | Sa              | Do              | Lu              | Ma              | Me              | Gi              | Ve              | Sa              | Do              | Lu              | Ma              | Me              | Gi              | Ve              | Sa              | Do              | Lu              | Ma              | Me              | Gi              | Ve              | Sa              | Do              | Lu              | Ma              | Me              | Gi              | Ve              | Sa              | Do              | Lu              |                 |
| Agosto          | Ma              | Me              | Gi              | Ve              | Sa              | Do              | Lu              | Ma              | Me              | Gi              | Ve              | Sa              | Do              | Lu              | Ma              | Me              | Gi              | Ve              | Sa              | Do              | Lu              | Ma              | Me              | Gi              | Ve              | Sa              | Do              | Lu              | Ma              | Me              | Gi              |                 |
| Settembre       | Ve              | Sa              | Do              | Lu              | Ma              | Me              | Gi              | Ve              | Sa              | Do              | Lu              | Ma              | Me              | Gi              | Ve              | Sa              | Do              | Lu              | Ma              | Me              | Gi              | Ve              | Sa              | Do              | Lu              | Ma              | Me              | Gi              | Ve              | Sa              |                 |                 |
| Ottobre         | Do              | Lu              | Ma              | Me              | Gi              | Ve              | Sa              | Do              | Lu              | Ma              | Me              | Gi              | Ve              | Sa              | Do              | Lu              | Ma              | Me              | Gi              | Ve              | Sa              | Do              | Lu              | Ma              | Me              | Gi              | Ve              | Sa              | Do              | Lu              | Ma              |                 |
| Novembre        | Me              | Gi              | Ve              | Sa              | Do              | Lu              | Ma              | Me              | Gi              | Ve              | Sa              | Do              | Lu              | Ma              | Me              | Gi              | Ve              | Sa              | Do              | Lu              | Ma              | Me              | Gi              | Ve              | Sa              | Do              | Lu              | Ma              | Me              | Gi              |                 |                 |
| Dicembre        | Ve              | Sa              | Do              | Lu              | Ma              | Me              | Gi              | Ve              | Sa              | Do              | Lu              | Ma              | Me              | Gi              | Ve              | Sa              | Do              | Lu              | Ma              | Me              | Gi              | Ve              | Sa              | Do              | Lu              | Ma              | Me              | Gi              | Ve              | Sa              | Do              |                 |